# منطقة ماميت
ماميت رمزها «MA» (بالإنجليزية: Mamit)‏ ، هو تقسيم إداري لدولة الهند تتبع ولاية ميزورام (بالإنجليزية: Mizoram)‏ ، مركزها هو مدينة ماميت (بالإنجليزية: Mamit)‏ عدد سكانها حسب تعداد سنة 2001 هو 62,313 ، مساحتها 2,967 كم² وكثافة السكان 21 لكل كم² .